# Meionita
La meionita es un mineral de la clase de los tectosilicatos, y dentro de esta pertenece al llamado “grupo de la escapolita”. Fue descubierta en 1801 cerca del monte Vesubio en la Ciudad metropolitana de Nápoles, en la región de la Campania (Italia), siendo nombrada a partir del griego "escapos" que significa "menos", en alusión a su forma piramidal menos aguda en comparación con la de la vesubiana junto a la que se encontró. Un sinónimo poco usado es el de meyonita.

## Características químicas
Es un complejo de aniones aluminosilicato y carbonato con cationes de calcio, anhidro. El grupo de la escapolita al que pertenece son tectosilicatos con un anión adicional y con cationes de sodio o calcio.
Forma una serie de solución sólida con el mineral marialita (Na4Al3Si9O24Cl), en la que la sustitución gradual del carbonato por cloro y del calcio por sodio va dando los distintos minerales de la serie.
Además de los elementos de su fórmula, suele llevar como con frecuencia impurezas: magnesio, socio, potasio, cloro, agua y azufre, que le dan las distintas tonalides de color que puede presentar.

## Formación y yacimientos
Se encuentra rellenando pequeñas cavidades en rocas calizas incluidas en material eyectado por el volcán. Aparece típicamente en rocas sometidas a metamorfismo regional, especialmente en mármoles, gneisses calcáreos, granulitas y en esquistos verdes.
También puede aparecer en pegmatitas, en rocas ígneas alteradas pneumatolíticamente o hidrotermalmente, así como en bombas volcánicas eyectadas.
Suele encontrarse asociado a otros minerales como: plagioclasas, granates, piroxenos, anfíboles, apatito, titanita o zircón.